# 小斗五
蝘蜓座ζ，又名CP-80 365，HD 83979、SAO 258538、HR 3860，是蝘蜓座的一颗恒星，视星等为5.11，位于銀經295.57，銀緯-21.04，其B1900.0坐标为赤經9h 36m 50.1s，赤緯-80° -21.04′ 31″。